# Rauðúlfs þáttr
Rauðúlfs þáttr is een kort allegorisch verhaal uit de IJslandse literatuur dat overgeleverd is in een aantal middeleeuwse manuscripten. De auteur ervan is onbekend, maar was vermoedelijk een kerkelijk persoon uit de 12e tot de 13e eeuw. Het verhaal gaat over het bezoek van de heilige koning en rechter Olav (Olav Haraldsson II koning van Noorwegen, 995 - 1030) aan een wijze man genaamd Rauðúlfr (ook Rauðr en Úlfr genoemd).
Het verhaal beschrijft de reis van koning Olav met zijn gevolg, waaronder de koningin en de bisschop, naar "Eystridalir" (nu Österdalen), een destijds vrij afgelegen deel van Noorwegen, grenzend aan Zweden. Hij bezoekt Rauðúlfr en zijn familie, die zijn beschuldigd van veediefstal. Rauðúlfr en zijn twee zonen Dagr en Sigurðr blijken bekwaam in astronomie en tijdrekening.
Koning Olav had tijdens zijn bezoek een raadselachtige droom, die Rauðúlfr kon duiden. Voordat de koning vertrok demonstreerde Rauðúlfr hem het gebruik van een legendarische zonnesteen waarmee de zon kon worden gelokaliseerd bij een bewolkte hemel.